# 尼古拉·夏尔·乌迪诺

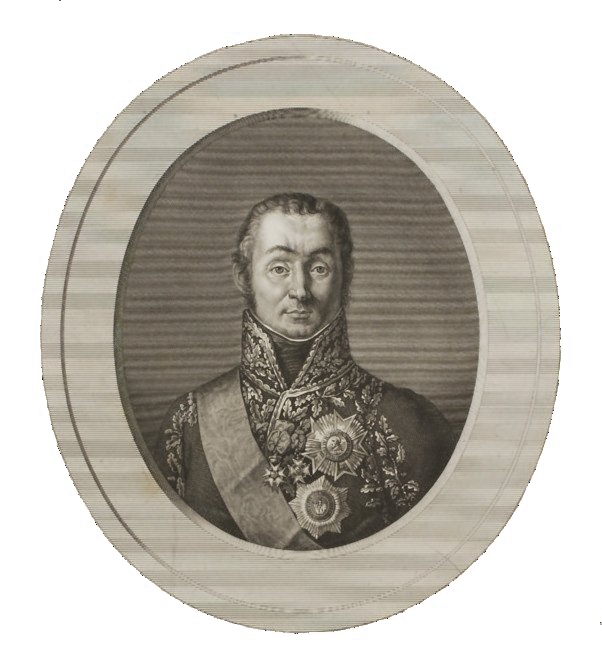
尼古拉·夏尔·乌迪诺

尼古拉·夏尔·马里·乌迪诺，雷焦公爵（法語：Nicolas Charles Marie Oudinot, duc de Reggio；1767年4月25日—1847年9月13日），法国革命和拿破仑战争期间法国军人和政治家，法国元帅和公爵。

## 早期的生活
乌迪诺生于洛林巴勒迪克，父亲尼古拉·乌迪诺（Nicolas Oudinot）是一位啤酒商，母亲玛丽·安娜·亚当（Marie Anne Adam）。1784年到1787年在梅多克步兵团服役，1789年重新入伍。

## 在法国革命战争期间
1792年官至默兹义勇军（volontaires de la Meuse）中校，1793年11月转入陆军，这时他在摩泽尔和孚日地区作战并在阿格诺之战中受伤。1794年6月在凯撒斯劳滕之战取得胜利，因功升任准将，此后至1798年在莱茵和摩泽尔军团（Armée de Rhin-et-Moselle）服役，并于曼海姆之战、乌尔姆之战六次负伤被俘，到次年1月才获释，9月又在英戈尔施塔特战役中被军刀砍伤，四处继续战斗并取得胜利，1799年因功升任少将，又在苏黎世战役中指挥左翼军队胸部受伤，治好后继续战斗并取得胜利，升任马塞纳军团总参谋长。

## 在拿破仑战争期间
1800年赴意大利参战，在热那亚包围战中率特遣队穿越英军封锁线与瓦尔的絮歇将军会师；1803年升步兵及骑兵总督察长，1805年组建掷弹师隶属拉纳元帅的第五军，10月8日参加韦尔廷根之战表现出色，17日又助战乌尔姆，11月16日在霍拉布伦之战中再次负伤，12月2日参加奥斯特利茨会战。1806年大部分时间用于疗伤休养。
1807年2月参加奧斯特羅文卡之战和3月18日-5月27日参加但泽包围战，此战中腿被打断及6月14日的弗里德兰会战被任命为德国埃尔福特总督和帝国公爵被派至德国在达武元帅的领导下组建预备队，1809年以其组建的预备队组成第二军并任军长隶属拉纳指挥，参加了4月21日的兰茨胡特之战，在5月21 -22日的阿斯珀恩-埃斯灵战役中手臂负伤；後接替了陣亡的拉納元帥指揮第二軍團，並參與了7月5-6日的瓦格拉姆之战，期間耳朵负伤但仍坚持指挥第二军作战，7月12日在战场上被封为法国元帅。1810年4月被封为那不勒斯王国雷焦公爵（duché-grand fief of Reggio）爵位，1810年在荷兰任王国政府管理。
1812年担任右翼指挥大軍團第二军团入侵俄国，于8月17-18日的波洛茨克之战中肩膀被打穿退出战斗将指挥权移交圣西尔并取得胜利。此后疗伤到11月27-28日，在别列津纳河之战中，率領第二軍作為渡河建立橋頭堡的部隊，與俄軍交戰過程中槍負傷被送到一處医务所，后又遭俄军炮击房梁落下而压伤，烏迪諾所在的小屋更是遭到哥薩克騎兵包圍，危急時刻他甚至在病榻上掏出手槍應戰，直到友軍增援才得以解圍。
1813年4月养好伤后调任由意大利人和克罗地亚人组成的第十二军军长并于5月20-21日参加包岑之战，8月奉拿破崙之命指挥第四、第七、第十二军和第三骑兵师约7万余人攻占柏林。但隨即於大贝伦遭到由73000名普军、29000名俄军，以及由貝爾納多特率領的39000名瑞典军组成的联军擊敗，戰敗後烏迪諾更是朝錯誤的方向撤軍，拿破崙對這場軍事災難評論道:“世上很難再找到如雷焦公爵(烏迪諾)這般愚蠢的人了!”；乌迪诺丧失了胜利信心而撤过易北河，接应乌迪诺的达武得知后也撤回汉堡。此战法军共损失近3000人。
乌迪诺战后引咎辞职。10 月指挥青年近卫军作为预备队参加莱比锡战役，1814年法国战役时期乌迪诺任第七军军长但在1月29日的布列讷之战中双腿受伤和在3月20日的阿尔西城血战中被子弹击中胸部。

## 波旁王朝復辟與百日王朝
烏迪諾是聯名要求拿破崙主動退位的元帥之一，拿破仑退位后被路易十八任命为第三军区司令兼皇家掷弹兵及骑兵军长议员封为法国贵族。拿破仑百日王朝时因表態中立不願為任何一方效力，被視作忠于路易十八，而遭拿破仑流放至自己的庄园，波旁王朝复辟后在1816年任国务大臣巴黎国民自卫队司令兼皇家卫队司令。1823年奉路易十八之命干涉西班牙政局，幫助保皇黨支持的斐迪南七世恢復權力，指挥第一军攻入西班牙马德里，被任命马德里总督。1842年任荣军院总督。1847年任上去世，葬于巴黎荣军院。

## 評價
據統計乌迪诺一生中身负大小伤三十六次，是帝國元帥中負傷次數最多，烏迪諾曾與一位同僚在水療中心沐浴，同僚見到他千瘡百孔的樣子，形容他“猶如一個漏勺”即便如此，烏迪諾卻是相當長壽的帝國元帥之一。身為一位娴熟的掷弹兵將領，他總是身先士卒，1807年在蒂尔希特，拿破仑曾以赞许的态度向亞歷山大一世介绍乌迪诺，称之为"法国军队的巴亚尔"。